# Dolomedes bukhkaloi
Dolomedes bukhkaloi är en spindelart som beskrevs av Yuri M. Marusik 1988. Dolomedes bukhkaloi ingår i släktet Dolomedes och familjen vårdnätsspindlar. Inga underarter finns listade i Catalogue of Life.